# Тверячюс
Тверячюс или Твярячюс (лит. Tverečius) — местечко в Игналинском районе Литвы, в 36 километрах от Игналины, рядом с границей Литвы и Белоруссии (граница проходит по реке Дисна). Административный центр Твярячюсского староства.
В городе есть костел Святой Троицы, начальная школа.
В километре от Тверячюса находится одноименное озеро.
Приблизительно в 2 км от Тверячюса действует контрольно-пропускной пункт упрощённого пропуска через границу Видзы (BY) — Tverechius(LT), открытый в настоящее время только для граждан Литвы и Белоруссии, постоянно проживающих в приграничных районах. По сообщению ГПК РБ, достигнута договорённость о переводе данного КПП в статус международного. В соответствии с Указом Президента Республики Беларусь от 22 апреля 2020 г. № 139 со 2 июля 2020 г. пункт пропуска Видзы (Твярячюс) стал международным пунктом пропуска.

## Достопримечательности
- Костёл Пресвятой Троицы (1905-1925)
- Часовня на местном кладбище

### Утраченное памятники архитектуры
- Костел Пресвятой Троицы и монастырь августинов (1662)